# 坂内麗子
坂内 麗子（ばんない れいこ - ）は、日本の女優。千葉県浦安市出身。劇団ジャムジャムプレイヤーズ所属。1999年に創空オフィスBU-OH!に入団し、2000年に『おかしな二人（女性版）』でデビュー。2002年に劇団ジャムジャムプレイヤーズに参加。

## 出演作品
太字は、主役・メインキャラクター

### 舞台
- ジャムジャムプレイヤーズ
  - ブルース2
  - お先に幸せ（桃子）
  - ドッグ★アイ（栗川志保）
  - リメンバーミー?
  - ラスト刑事
  - 幕は下りない
  - いの奥山今日越えて
  - リメンバーミー? 再演版
  - タケルとミコト
  - 煩悩の犬※演出助手も担当
  - お先に幸せ 再演版
- 創空BU-OH!
  - プロフェッサーマイラブ
  - ビリーブマイハート
  - おかしな2人女性版
  - ストロベリーミルクキャラメル
- リアルエッジ
  - バックルーム
- 演劇ユニットDOUBLEEDGE
  - 渡辺刑事知らぬ間にフラれる
  - 世界の果てより端っこで
- ROUT76
  - 誰がために鐘はなる
- jamjamholiday
  - 戻り川ハイツ303号室

### 吹き替え
- 悪魔のえじき2（サンディ）
- ゾンビ・オブ・ザ・デッド（メビウス）
- ブラッド・フィースト 血の祝祭日2（秘書）
- ミートマーケット ゾンビ撃滅作戦（ネメシス）
- ミートマーケット 人類滅亡の日（ネメシス）
- シベリア戦線1945
- 悪魔のはらわた
- スクラップ・ブック